# Umowa o zarządzanie nieruchomością
Umowa o zarządzanie nieruchomością – umowa zlecenia regulująca stosunki pomiędzy  właścicielem nieruchomości a  zarządcą.

## Podstawy prawne
Podstawowe regulacje szczególne dotyczące tego rodzaju  umów, zawarte są w ustawie o gospodarce nieruchomościami. Do tego rodzaju umów mają zastosowanie inne przepisy  prawne w tym przede wszystkim zawarte w  kodeksie cywilnym. Ww. ustawa o gospodarce nieruchomościami reguluje jedynie te aspekty, które są specyficzne dla tego rodzaju działalności –  zarządzania nieruchomościami.

## Podstawowe zasady
Z ustawy o gospodarce nieruchomościami wynikają następujące, podstawowe zasady dla umów o zarządzanie nieruchomością:
- umowa o zarządzanie nieruchomością należy do kategorii umów starannego działania (co oznacza, że zarządca jest odpowiedzialny za należytą staranność przy wykonywaniu zleconych mu czynności z zakresu zarządzania nieruchomością, ale nie uzyskania określonego rezultatu),
- musi zostać zawarta w formie pisemnej – pod rygorem nieważności.

## Zawarcie umowy
Zawarcie umowy winno być poprzedzone m.in.:
- ustaleniem oczekiwań właściciela i jego  celów,
- ustaleniem aktualnego stanu faktycznego i prawnego  nieruchomości,
- ustaleniem istotnych szczegółów umowy itp..

Właściciel może przed wyborem zarządcy przeprowadzić konkurs ofert według uznanych kryteriów. Do podstawowych kryteriów należy wynagrodzenie za zarządzanie i inne. We wspólnocie mieszkaniowej właściciela reprezentuje najczęściej wybrany  zarząd, który jednak winien posiadać stosowne umocowanie (pełnomocnictwo) wyrażone w  uchwale.

## Istotne postanowienia umowy
Każda umowa zawierać może postanowienia specyficzne dla nieruchomości i zakresu zlecanych czynności. Jednak pewne podstawowe elementy winny być bezwzględnie uwzględnione. Są to:
- strony umowy
- jednoznaczna identyfikacja nieruchomości
- określenie obowiązków zarządcy
- określenie praw zarządcy
- ustalenie  wynagrodzenia za zarządzanie
  - podstawowego
  - dodatkowego – w tym zasad: kiedy i na jakich zasadach może takie wynagrodzenie przysługiwać
- ustalenie obowiązków właściciela
- ustalenie  terminu przejęcia nieruchomości do zarządzania
- zasady rozwiązywania umowy lub czas jej trwania
- inne ustalenia.